# 若宮村 (福島県)
若宮村（わかみやむら）は福島県河沼郡にあった村。現在の会津坂下町南西部にあたる。

## 地理
- 山：花立山

## 歴史
- 1889年（明治22年）4月1日 - 町村制の施行により、牛川村、勝大村、樋島村、大沖村、五ノ併村、白狐村、葉林村の区域をもって発足。
- 1955年（昭和30年）4月1日 - 坂下町・金上村・広瀬村・川西村・八幡村と合併して会津坂下町が発足。同日若宮村廃止。

## 交通

### 鉄道路線
- 日本国有鉄道
  - 只見線
    - 若宮駅

### 道路
現在は旧村域に磐越自動車道が通過するが、当時は未開通。